# Anatolij Kuricyn
Anatolij Pietrowicz Kuricyn (ros. Анатолий Петрович Курицын; ur. 24 marca 1929, zm. 1 listopada 1993) – radziecki scenograf animacji, dyrektor artystyczny. 

## Życiorys
Ukończył WGIK. Od 1955 roku dyrektor artystyczny (scenograf) studia „Sojuzmultfilm”. Od 1958 roku pracował w filmach lalkowych. Pracował z reżyserami: Iwanem Iwanowem-Wano, Władimirem Diegtiariowem i Władimirem Danilewiczem. Pracował w studiach „Wołgogradtielefilm” i „Kujbyszewtielefilm”. Członek ASIFA.

## Wybrana filmografia
- 1984: Nie chcę, nie będę
- 1981: Sprytny żabuś
- 1974: Lew z karuzeli
- 1972: Noworoczna bajka
- 1970: Słodka bajeczka
- 1969: Bajka o bułeczce
- 1968: Koziołek liczy do dziesięciu
- 1967: Jak można najszybciej urosnąć
- 1964: Mańkut
- 1961: Trzy pingwiny